# Eidsfoss
Undrumsdal est une agglomération de la municipalité de Holmestrand, dans le comté de Vestfold, en Norvège.

## Description
Elle est située entre des lacs Bergsvannet et Eikeren.
Eidsfoss, zone densément peuplée, est la communauté sidérurgique la mieux préservée de Norvège. Il était le site de l'Eidsfos Jernverk (Eidsfos Verk (en)) qui datait de 1697. L'usine métallurgique a été fermée en 1873. Le village est également l'emplacement du manoir historique d'Eidsfos (Eidsfos Hovedgård) où les propriétaires et le gestionnaire du fer demeure entretenue depuis plus de 250 ans. Le manoir, qui reflète à la fois l'architecture Renaissance et Baroque, date d'environ 1750.

## Zone protégée
- Réserve naturelle de Presteseter

## Galerie

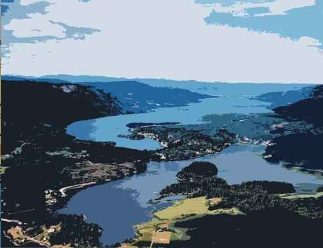
Lacs Bergsvannet et Eikeren
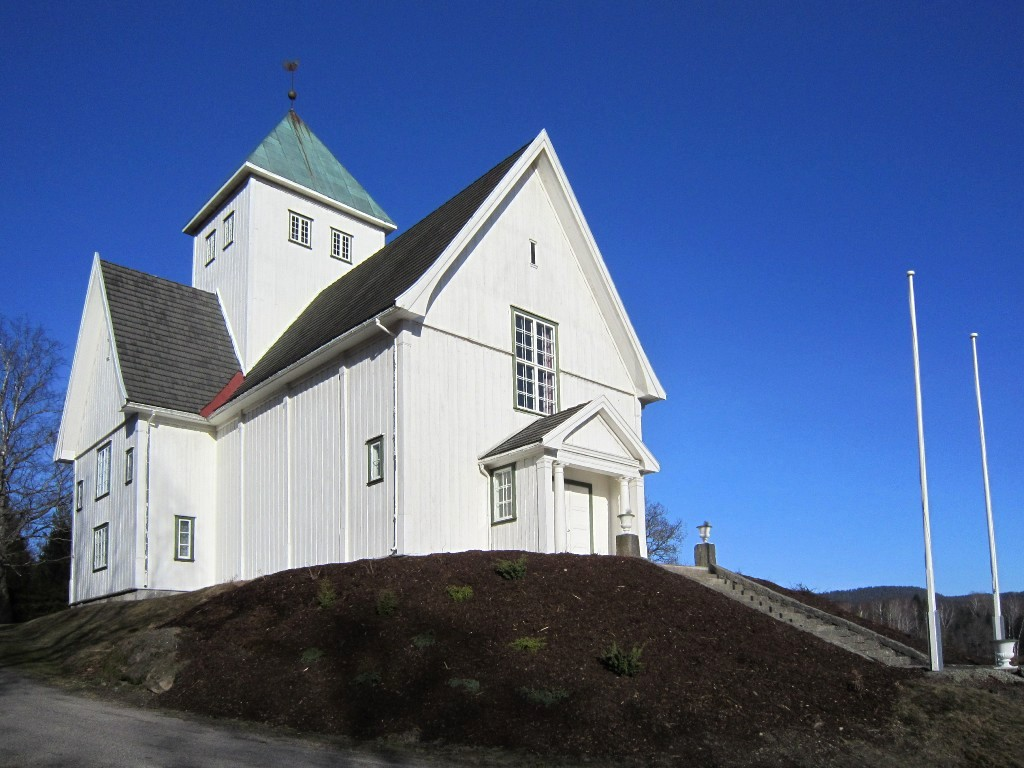
Eglide d'Eidsfoss
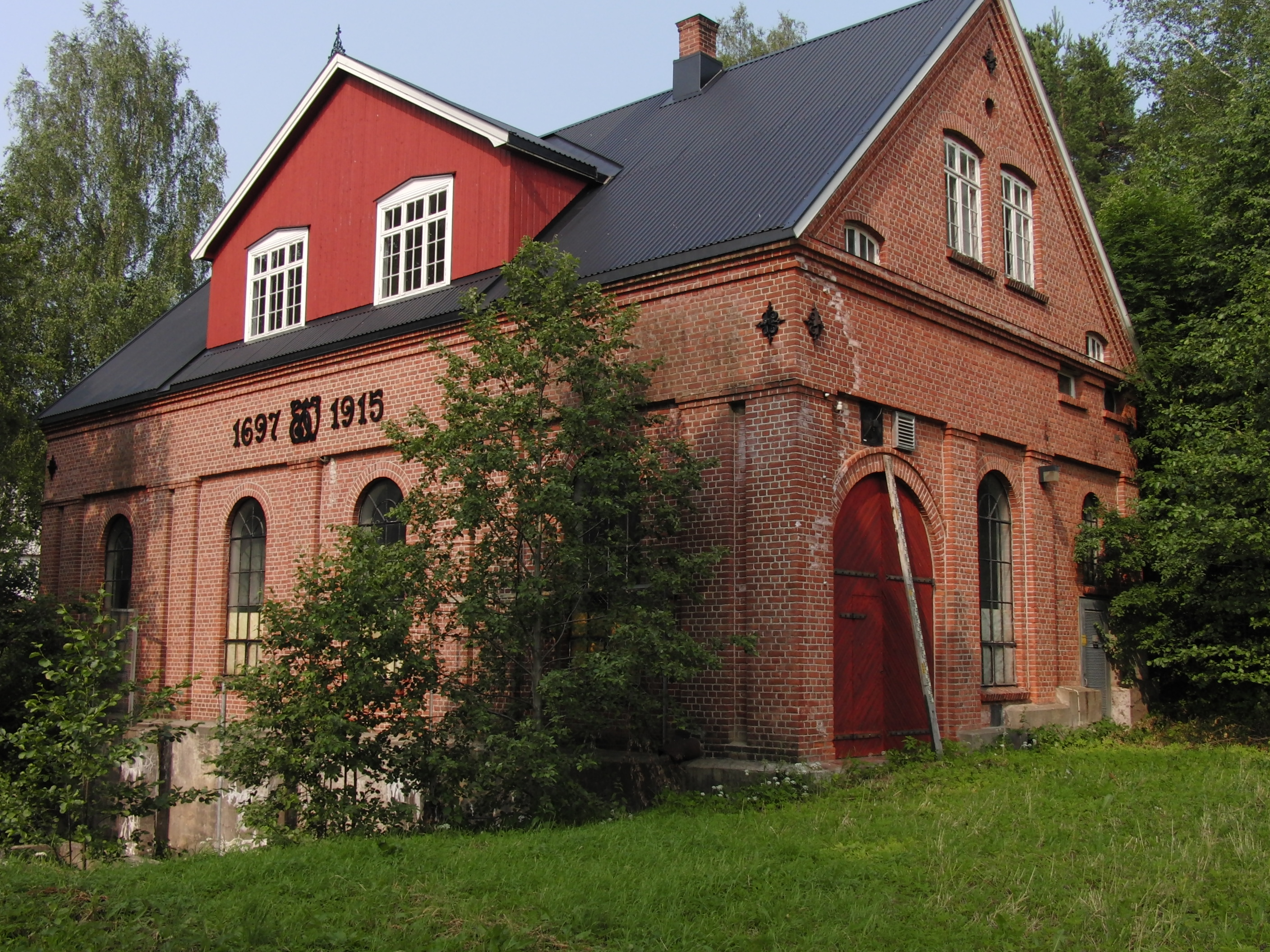
Centrale électrique